# Groove metal
Groove metal là một nhánh của heavy metal, nó thường gắn liền với tên tuổi của các ban như Pantera và Exhorder.

## Đặc điểm và nguồn gốc
Album Cowboys from Hell năm 1990 của Pantera được xem như là một "bước đột phá" và "định nghĩa sơ bộ" cho thể loại groove metal. Tuy nhiên Tommy Victor, một thành viên của ban Prong, lại cho rằng groove metal là xuất phát từ ban Bad Brains.
Geoffrey Himes của tờ The Washington Post đã miêu tả âm nhạc của năm 1998 là một cuộc hôn phối giữa hard rock với nhạc dance và hip-hop, ông cũng nói rõ về groove metal: "Thể loại này có tiếng guitar to và cứng, kết hợp thêm với những nhịp điệu của nhạc dance, giọng hát theo tiết tấu của nhạc rap và funk". Một số ban groove metal đã kết hợp thrash metal với hardcore punk, và nhạc industrial. Ian Christe thì công nhận album Chaos A.D. của Sepultura và ban Pantera đã tạo ra âm hưởng death metal cho groove metal và ảnh hưởng đến các nhóm groove metal sau này trong suốt thập kỷ 1990.

## Danh sách các ban groove metal
Thể loại này đã gắn liền với các ban nhạc như DevilDriver, Chimaira, Spiritual Beggars, Soulfly, Gojira, Throwdown, Trivium, Lamb of God, Machine Head and Byzantine.
Trái lại, một số ban cố hết sức để tránh bị dán nhãn là một ban groove metal. Ban thrash metal kì cựu Annihilator đã rời khỏi hãng Roadrunner Records vào năm 1993 bởi vì hãng này có xu hướng thúc đẩy dòng nhạc groove metal. Sau đó, ban nhạc đến từ Canada này đã không còn chơi ở Bắc Mỹ nữa.
| A - A Life Once Lost - Arkaea B - Black Label Society - Byzantine - Bastardolomey - Bloodsimple C - Cavalera Conspiracy - Chimaira - Clutch - Corrosion Of Conformity - Coldseed D - Damageplan - DevilDriver - Donkey Crust E - Ektomorf - Exhorder - Extrema F - Face Down - Fear Factory - Fireball Ministry - Five Finger Death Punch | G - Grip Inc. - Gojira H - Helmet - Hellyeah - Hemlock - High on Fire L - Lamb of God - Living Sacrifice M - Machine Head - Maximum the Hormone N - Napalm Death - Nonpoint P - Pantera - Pissing Razors - P.O.D. - Powerman 5000 - Prong | R - Rage Against the Machine - Rob Zombie S - Sepultura - Sevendust - Skinlab - Soilent Green - Soulfly - Static-X - Spiritual Beggars - The Sword T - Threat Signal - Throwdown U - Unstable V - Volbeat W - White Zombie |